# Nazionale femminile di roller derby di Porto Rico
La nazionale di roller derby di Porto Rico è la selezione maggiore femminile di roller derby, il cui nickname è Team Puerto Rico, che rappresenta Porto Rico nelle varie competizioni ufficiali o amichevoli riservate a squadre nazionali. Si è classificata trentesima e ultima nel campionato mondiale di roller derby 2014 di Dallas.

## Risultati
Legenda: Grassetto: Risultato migliore, Corsivo: Mancate partecipazioni

## Dettaglio stagioni

### Tornei

#### Mondiali
| Stagione | regular season | regular season | regular season | regular season | regular season | regular season | playoff | playoff | playoff | playoff | playoff | playoff    | playoff    |
|          | Vin            | Par            | Per            | Tot            | PF             | PS             | Vin     | Per     | Tot     | PF      | PS      | risultato  | avversaria |
| -------- | -------------- | -------------- | -------------- | -------------- | -------------- | -------------- | ------- | ------- | ------- | ------- | ------- | ---------- | ---------- |
| 2014     | 0              | 0              | 2              | 2              | 157            | 846            | 0       | 2       | 2       | 244     | 727     | Trentesima | Danimarca  |
|          |                |                |                |                |                |                |         |         |         |         |         |            |            |
| Totale   | 0              | 0              | 2              | 2              | 157            | 846            | 0       | 2       | 2       | 244     | 727     |            |            |

### Riepilogo bout disputati
| Anno | Luogo  | Evento   | Fase del torneo      | Incontro                 | Risultato |
| 2014 | Dallas | Mondiale | Fase a gironi        | Stati Uniti - Porto Rico | 637 - 3   |
| 2014 | Dallas | Mondiale | Fase a gironi        | Porto Rico - Paesi Bassi | 154 - 209 |
| 2014 | Dallas | Mondiale | Fase di consolazione | Galles - Porto Rico      | 395 - 75  |
| 2014 | Dallas | Mondiale | Fase di consolazione | Danimarca - Porto Rico   | 332 - 169 |

## Confronti con le altre Nazionali
Questi sono i saldi di Porto Rico nei confronti delle Nazionali incontrate.

### Saldo negativo
| Nazionale   | Giocate | Vinte | Pareggiate | Perse | PF  | PS  | Ultima vittoria | Ultimo pari | Ultima sconfitta |
| ----------- | ------- | ----- | ---------- | ----- | --- | --- | --------------- | ----------- | ---------------- |
| Stati Uniti | 1       | 0     | 0          | 1     | 3   | 637 | -               | -           | 2014             |
| Galles      | 1       | 0     | 0          | 1     | 75  | 395 | -               | -           | 2014             |
| Danimarca   | 1       | 0     | 0          | 1     | 169 | 332 | -               | -           | 2014             |
| Paesi Bassi | 1       | 0     | 0          | 1     | 154 | 209 | -               | -           | 2014             |